# Siphonogorgia scoparia
Siphonogorgia scoparia is een zachte koraalsoort uit de familie Nidaliidae. De koraalsoort komt uit het geslacht Siphonogorgia. Siphonogorgia scoparia werd in 1889 voor het eerst wetenschappelijk beschreven door Wright & Studer. 